# Adelaide Kane
Adelaide Victoria Kane (Perth, 9 de agosto de 1990), más conocida como Adelaide Kane, es una actriz australiana, conocida por interpretar a Cora Hale en la serie Teen Wolf, y a Zoey Sandin en The Purge. También obtuvo un papel protagónico en la serie Reign, interpretando a la reina escocesa María Estuardo.

## Biografía
Kane nació el 9 de agosto de 1990 en Claremont , un suburbio de Perth . Su padre es escocés (de Glasgow) y su madre tiene ascendencia escocesa, irlandesa y francesa. Creció en Perth y asistió a la Escuela Anglicana para Niñas de St Hilda . Ella tiene un hermano llamado William, que es tres años menor. Sus padres se divorciaron cuando ella tenía siete años, y Adelaide y su hermano fueron criados por su madre soltera. Cuando se unió al elenco de la serie Neighbours, ella y su madre se mudaron a Melbourne, mientras que su hermano y su padrastro se quedaron en Perth. También vivió en Nueva Zelanda, durante la filmación de la serie televisiva infantil Power Rangers RPM.
Es buena amiga de las actrices Rose McIver, Rachel Skarsten y Olivia Tennet.
Kane es bisexual.

## Carrera
Kane comenzó practicando danza y luego pasó a cantar y actuar. A la edad de seis años empezó a trabajar profesionalmente en algunos anuncios impresos, pasando posteriormente a anuncios de televisión y a trabajar en varios programas de televisión para niños. Kane fue elegida para formar parte del elenco de la serie australiana Neighbours como Lolly Allen después de que participara en un concurso dirigido por la revista Dolly en 2006. Se le dio un contrato de tres meses para la serie y dejó su clase en la escuela femenina «St. Hilda's Anglican School for Girls»  para ir a Melbourne, donde la serie se producía. Sus amigos la convencieron para participar en las audiciones, pero ella no creía que en realidad iba a conseguir el papel. En diciembre de 2006 Kane anunció que se retiraría de la serie después de que su contrato no fuera renovado. En el momento del anuncio Kane aún no había aparecido como Lolly Allen.
De marzo a diciembre de 2009, Kane interpretó a Tenaya 7 en la serie Power Rangers RPM.
En 2010 se unió al elenco de la serie Secrets of the Mountain, donde interpretó a Jade Ann James.
En 2011 apareció en la película de terror Donner Pass donde interpretó a Nicole.
En 2012 se unió a la comedia Goats donde interpretó a Aubrey. El 28 de noviembre de 2012 se anunció que Kane se uniría al elenco recurrente de la tercera temporada de la serie televisiva Teen Wolf, donde interpretaría a Cora Hale, una mujer lobo y hermana menor de Derek Hale (Tyler Hoechlin).
En febrero de 2013 se anunció que se había unido al elenco principal de la nueva serie del canal CW Reign donde dio vida a la joven María, reina de Escocia, hasta el final de la serie en junio de 2017.
En mayo del mismo año apareció en la película The Purge, donde interpretó a Zoey Sandin, hija de James (Ethan Hawke) y Mary (Lena Headey).
En 2014, Kane apareció en la película de terror Where the Devil Hides.
En julio de 2017 se anunció que se uniría al elenco recurrente de la séptima temporada de la serie Once Upon a Time.

## Filmografía

### Televisión
| Año           | Título                        | Personaje                       | Notas                                           |
| ------------- | ----------------------------- | ------------------------------- | ----------------------------------------------- |
| 2007          | Neighbours                    | Lolly Allen                     | 42 episodios                                    |
| 2009          | Power Rangers RPM             | Tenaya 7/15                     | 32 episodios                                    |
| 2011          | Pretty Tough                  | Charlie                         | Serie web                                       |
| 2013          | Teen Wolf                     | Cora Hale                       | 11 episodios                                    |
| 2013–2017     | Reign                         | Mary, Reina de Escocia          | 78 episodios                                    |
| 2017          | Dragons: Race to the Edge     | Mala                            | Episodio: "Saving Shattermaster"                |
| 2017–2018     | Once Upon a Time              | Drizella Tremaine / Ivy Belfrey | 13 episodios                                    |
| 2019          | Into the Dark                 | Wendy                           | Episodio: "Uncanny Annie"                       |
| 2019          | A Sweet Christmas Romance     | Holly Grant                     | Telefilme                                       |
| 2019–2020     | SEAL Team                     | Rebecca Bowen                   | 9 episodios                                     |
| 2020          | This Is Us                    | Hailey Damon                    | Estrella invitada                               |
| 2022–presente | Grey's Anatomy                | Dra. Jules Millin               | Temporada 19-                                   |
| 2023          | Star Trek: Strange New Worlds | Sera (romulan)                  | Episodio: "Tomorrow and tomorrow and tomorrow " |

### Cine
| Año  | Título                    | Personaje        | Notas                                                                                        |
| ---- | ------------------------- | ---------------- | -------------------------------------------------------------------------------------------- |
| 2010 | Secrets of the Mountain   | Jade Ann James   | Junto a Paige Turco, Shawn Christian y Crawford Wilson                                       |
| 2012 | Donner Pass               | Nicole           | Junto a John Kassir, Dominic DeVore y Russ Russo                                             |
| 2012 | Goats                     | Aubrey           | Junto a Jason Schwartzman y Rooney Mara                                                      |
| 2013 | Blood Punch               | Jane             | Junto a Milo Cawthorne, Olivia Tennet, Ari Boyland y Fleur Saville                           |
| 2013 | Louder Than Words         | Stephanie Fareri | Junto a David Duchovny, Timothy Hutton, Craig Bierko, Hope Davis y Xander Berkeley           |
| 2013 | A Letter Home             | Emily Feldman    | Cortometraje, junto a Peter Vack                                                             |
| 2013 | The Purge                 | Zoey Sandin      | Junto a Lena Headey, Ethan Hawke y Rhys Wakefield                                            |
| 2014 | Where the Devil Hides     | Ruth             | Junto a Jennifer Carpenter, Colm Meaney, Jane McNeill, Thomas McDonell y Leah Pipes          |
| 2017 | Can´t Buy My Love         | Lilly Springer   | Junto a Ben Hollings, Jean Louisa Kelly, James Remar, Andrea Bordeaux                        |
| 2018 | A Midnight Kiss           | Mia Pearson      | Junto a Carlos Pena Jr. , Pauline Egan, Jason Cermak, Jessica Steen                          |
| 2018 | Acquainted                | Cheri            | Junto a Rachel Skarsten, Giacomo Gianniotti, Laysla De Oliveira, Jonathan Keltz              |
| 2019 | A Sweet Christmas Romance | Holly            | Junto a Greyston Hold, Loretta Devine, Anita Brown, Frances Flanagan                         |
| 2020 | The Swing of Things       | Georgia          | Junto a Luke Wilson, Carolyn Hennesy, Chord Overstreet, Olivia Culpo, Linda Purl, Matt McCoy |

## Premios y nominaciones
| Año  | Categoría                      | Premio      | Trabajo nominado | Resultado |
| ---- | ------------------------------ | ----------- | ---------------- | --------- |
| 2008 | Most Popular New Female Talent | Logie Award | Neighbours       | Nominada  |